# Peter Mansbridge
Pour les articles homonymes, voir Mansbridge.
Peter Mansbridge, OC, né le 6 juillet 1948, est un chef d'antenne canadien pour CBC News et le présentateur de nouvelles du bulletin phare de fin de soirée de CBC Television, The National. En mai 2010, il devient chancelier de l'université Mount Allison, et tiendra cette position jusqu'en décembre 2013.

## Enfance
Mansbridge est né à Londres, Angleterre et a grandi à Ottawa, Ontario, où il a fréquenté l'Institut collégial Glebe, mais a abandonné avant d'être diplômé. Il a servi pour la Marine royale du Canada en 1966 et 1967 puis a étudié à la Trinity College School à Port Hope, Ontario.

## Carrière de journaliste
Alors que travaillant comme annonceur à l'aéroport de Churchill à Churchill, Manitoba en 1968, Mansbridge est recruté afin de travailler pour une station de radio locale par un dirigeant qui avait entendu sa voix lors de l'annoncement d'un vol. Après quoi il travailla pour le service du nord de CBC Radio, également à Churchill. En 1971, il déménage à Winnipeg, Manitoba pour poursuivre sa carrière en tant que reporter pour CBC Radio, et c'est en 1972 qu'il commence à travailler comme reporter pour CBC Television.
En 1975, il devient reporter du bulletin The National pour la Saskatchewan, et devient en 1976 le correspondant parlementaire à Ottawa. Après une décennie de reportages politiques, Mansbridge devient un présentateur-remplaçant de Knowlton Nash, et en 1988, il aurait été recruté par le diffuseur américain CBS pour un poste important. En fait, Nash a laissé sa place à Mansbridge spécialement pour que Mansbdrige soit promu au poste de présentateur et puisse ainsi rester au Canada.
Au cours de sa carrière de présentateur à la barre du bulletin phare de la CBC, qui a commencé le 1er mai 1988 (en tant que coprésentateur de CBC Prime Time News de novembre 1992 à l'automne 1995, et en tant que présentateur solo de The National), il a couvert plus événements de l'actualité canadienne incluant des  élections fédérales, des conventions de leadership, les négociations de l'Accord du lac Meech, l'Accord de Charlottetown et son référendum, le référendum de 1995 au Québec, la crise du verglas en Ontario et au Québec de 1998, les six jours en septembre 2000 qui ont marqué la mort et les funérailles d'État de Pierre Elliott Trudeau, la panne de courant dans le nord-Est de l'Amérique du Nord de 2003, ainsi que la mort et les funérailles d'État de Jack Layton en 2011.
Mansbridge a également couvert beaucoup d'événements internationaux comme la guerre du Golfe, la guerre du Kosovo, les événements entourant le 11 septembre 2001. Il était en ondes pour annoncer le début de la deuxième guerre d'Irak. Sur la scène, il a couvert la chute du mur de Berlin, les funérailles de la princesse Diana, et du pape Jean-Paul II, ainsi que et les visites royales, papales et présidentielles américaines au Canada. Il a aussi réalisé des reportages depuis la Normandie sur les cinquantième et soixantième anniversaires du jour J, ainsi que depuis le Royaume-Uni et les Pays-Bas sur le cinquantième anniversaire du 8 mai 1945.
En 1999, il lance une nouvelle émission d'information appelée Mansbridge One on One, dans laquelle il réalise des entrevues avec les personnalités qui marquent l'actualité.

## Vie personnelle
Mansbridge a été marié trois fois. Il est marié avec l'actrice canadienne Cynthia Dale depuis 1998. Ils ont un fils, William, né en 1999. Son précédent mariage avec sa collègue de la CBC Wendy Mesley (1989–1992) est devenu un sujet d'actualité du tabloïd Frank Magazine lors de leur divorce. Mansbridge a deux filles de son premier mariage qui s'est terminé en 1975. Mansbridge habite à Stratford (Ontario) avec sa famille. Il a été nommé chancelier de l'université Mount Allison de Sackville, Nouveau-Brunswick en 2010.

## Récompenses et diplômes honorifiques
Le 1er juillet 2008, Mansbridge a été nommé par Michaëlle Jean, Gouverneure générale du Canada à l'époque, Officier de l'Ordre du Canada, le second grade de la plus haute distinction civile au Canada. Il a reçu un doctorat honorifique en journalisme de l'université Ryerson de Toronto en 2005. Il a reçu le diplôme honorifique de docteur honoris causa (LL.D.) de l'université de Western Ontario, à London (Ontario) le 9 juin 2008. Il a également reçu un diplôme de docteur honoris causa de l'université de Windsor à Windsor le 17 juin 2010.